# Taebaeksan nationalpark
Taebaeksan nationalpark (koreanska: 태백산도립공원, T’aebaeksan-doripkongwŏn) är en nationalpark i Sydkorea.   Den ligger i provinsen Gangwon, i den nordöstra delen av landet, 180 km öster om huvudstaden Seoul. Taebaeksan nationalpark ligger cirka 932 meter över havet.
Nationalparken som inrättades 2016 ligger i Taebaekbergen och täcker en yta av 70,05 km². Den är känd för många vilda blommor och en population av laxfiskar från släktet Brachymystax.
Närmaste större samhälle är Taebaek, 9,1 km nordost om nationalparkens centrum.